# Предгорненский район (Грозненская область)
Предго́рненский райо́н (до 1939 г. — Старо-Атагинский, до 1944 г. — Атагинский) — административная единица в составе Чечено-Ингушской АССР, Грозненской области РСФСР. Административный центр — село Предгорное.

## История
Постановлением Президиума ВЦИК от 20 апреля 1935 г. в составе Чечено-Ингушской автономном области образован Старо-Атагинский район.
В 1939 году район переименован в Атагинский.
Указом Президиума Верховного Совета СССР от 29 апреля 1944 года район переименован в Предгорненский.
Постановлением ВЦИК РСФСР в 1956 году район упразднён, а его территория вошла в состав Грозненского района.

## Население
По данным Всесоюзной переписи 1939 года:
- чеченцы — 18728 (95,9 %)
- русские — 505 (2,6 %)
- украинцы — 98 (0,5 %)
- аварцы — 48 (0,2 %)
- ингуши — 39 (0,2 %)

## Административный состав
- Дачу-Борзоевский — с. Дачу-Борзой, х. Ярыш-Марды
- Дуба-Юртовский сельсовет — ст. Дуба-Юрт
- Ново-Атагинский сельсовет — с. Новые Атаги
- Старо-Атагинский сельсовет — с. Старые Атаги, х. Воздвиженский
- Улус-Кертский сельсовет — с. Урус-Керт
- Чечен-Аульский сельсовет — с. Чечен-Аул
- Чири-Юртовский сельсовет — с. Чири-Юрт

Указом Президиума Верховного Совета РСФСР от 23 февраля 1945 г. «О переименовании некоторых сельских советов и населённых пунктов Грозненской области», сельсоветы и населённые пункты района получают новые названия:

11. ПРЕДГОРНОГО района — сельский Совет Дочу-Борзоевский переименовать в Двуреченский и селение Дочу-Борзой в Двуречье; хутор Ярыш-Мерды переименовать в хутор Алебастровый; сельский Совет Дуба-Юртовский переименовать в Родниковский и селение Дуба-Юрт в Родниковое; сельский Совет Ново-Атагинский переименовать в Майский и селение Новые Атаги в Майское; сельский Совет Старо-Атагинский переименовать в Предгорный; сельский Совет Урус-Кертский переименовать в Трехгорский и селение Урус-Керт в Трех-горье; сельский Совет Чечен-Аульский переименовать в Калиновский и селение Чечен-Аул в Калиновка; сельский Совет Чири-Юртовский переименовать в Надреченский и селение Чири-Юрт в Надречье; сельский Совет Чишкинский переименовать в Пионерский, селение Чишки в Пионерское.
— Указ Президиума Верховного Совета РСФСР от 23 февраля 1945 г.